# 索姆瓦勒
索姆瓦勒（法語：Sommeval，法語發音：[sɔmval]）是法国奥布省的一个市镇，位于该省中部偏南，属于特鲁瓦区和特鲁瓦香槟都会城市圈公共社区，其市镇面积为9.57平方公里，2022年1月1日时人口数量为301人。
索姆瓦勒是特鲁瓦香槟都会城市圈公共社区的组成部分，位于特鲁瓦市区以南大约10公里。

## 行政
索姆瓦勒的邮政编码为10320，INSEE市镇编码为10371。

## 地理
索姆瓦勒（48°9'57"N, 3°57'55"E）位于法国中北部偏东，大东部大区西南部和奥布省中部偏南。
与索姆瓦勒接壤的市镇包括：布伊、雅韦尔南、奥特地区马赖、圣法勒、沃沙西。
索姆瓦勒属于塞纳河流域，境内地势平坦。
按照柯本气候分类法，索姆瓦勒属于温带海洋性气候，全年温差较小，降水分布均匀。

## 历史
索姆瓦勒历史上长期为一普通村落，二战时后人口数量略有上升。

## 交通
奥布省省道D72线和D89线在索姆瓦勒境内交汇。

## 政治
现任索姆瓦勒市长为安德烈·比耶先生（André Billet），他是一名右翼无党派人士。

## 人口
| 年份   | 1936 | 1946 | 1954 | 1962 | 1968 | 1975 | 1982 | 1990 | 1999 | 2006 | 2007 | 2012 | 2017 |
| ------ | ---- | ---- | ---- | ---- | ---- | ---- | ---- | ---- | ---- | ---- | ---- | ---- | ---- |
| 人口數 | 184  | 189  | 181  | 157  | 144  | 163  | 235  | 235  | 278  | 319  | 325  | 332  | 311  |